# Naționalismul egiptean
Naționalismul este curent politic și acțiune, dar este și sentiment legat de apartenența la un spațiu determinat pe criterii diverse. Naționalismul poate avea o semnificație politică (manifestată în revendicări politice naționale, conturate în jurul ideii de națiune), poate fi de tip economic (confundându-se, în acest caz, cu noțiunea de naționalizare), dar și unul de expresie (Oxford English Dictionary definește acest tip de naționalism ca fiid doctrina conform căreia anumite națiuni sunt obiect al preferinței divine). Naționalismul cu semnificație și finalitate politică se conturează în jurul ideii de unitate, fie că este vorba de unitate de limbă, istorie și civilizație, de unitate teritorială sau geografică sau de unitate de voință politică.

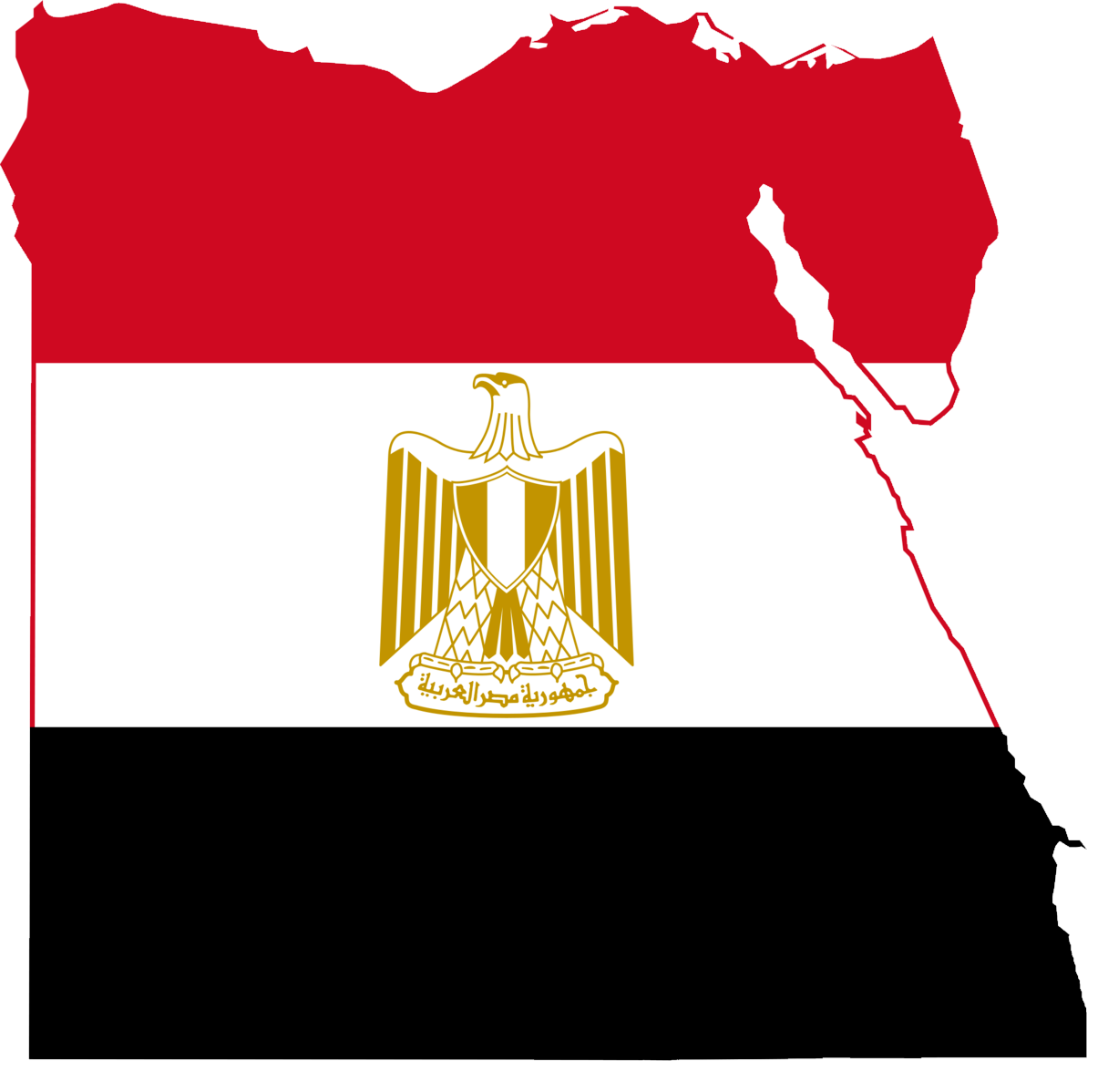
Steagul Egiptului

Pentru a circumscrie conținutul noțiunii cât mai precis, recurgem la câteva definiții care se completează reciproc:
„Naționalismul este o stare de spirit care penetrează larga majoritate a unei populații; el recunoaște statul-națiune ca norma ideală de organizare politică și naționalitatea drept sursa întregii energii culturale și a bunăstării economice”;
„Naționalismul ... este o condiție a minții, sensibilității sau sentimentului unui grup, care trăiește într-o arie geografică bine definită, care vorbește o limbă comună, are o cultură care exprimă aspirațiile națiunii, și este atașat unei tradiții comune…și în unele cazuri are o religie comună”;
„Naționalismul descrie un grup de oameni uniți prin (1) locuirea unui teritoriu comun, (2) o cultură și moștenire comună, (3) interese comune în prezent și speranța de a trăi împreună în viitor, și (4) o dorință comună de a susține propriul stat”;
Naționalismul se referă la „o anumită populație care împarte un teritoriu comun, o memorie istorică și mituri comune, o cultură publică, o economie comună, drepturi legale și îndatoriri pentru toți membrii ei”;
„Naționalismul înseamnă recunoașterea unui popor și a nevoii sale de statut, probabil incluzând statul”.

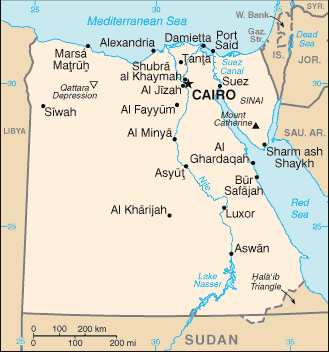
Harta Egiptului

Naționalismul occidental aduce în discuție două tipuri de formare a națiunii: modelul german al națiunii-moștenitoare și modelul francez al națiunii-contact. 
În spațiul arabo-islamic sunt întâlnite trei tipuri de naționalism: teritorial, etnic și religios. Egiptul este țara în care se poate observa cel mai bine îmbinarea celor trei tipuri de naționalism.
Naționalismul islamic este o afirmare a credinței și loialității față de Imperiul Otoman; susținătorii acestei forme de regăsire identitară făceau parte din clasele superioare, implicate în administrarea imperiului, pentru care căderea califului din Istanbul însemna în mod sigur triumful Europei și aservirea definitivă a popoarelor musulmane colonialismului european.
Olivier Roy consideră că: panislamismul sunnit a fost întruchipat mai întâi de Frații Musulmani, el se definește în fond prin islamizarea panarabismului, de la care preia majoritatea obiectivelor (ostilitatea față de neocolonialismul occidental și față de Israel, unificarea lumii arabe).
Panislamismul este înțeles ca o reunificare a așa-zisei „umma”, comunitatea musulmană.

Al-Afgani dorea unirea tuturor musulmanilor, însă fără a pune semnul egal între unire și unificare:
nu am în vedere existența unui rege în mâinile căruia să se concentreze toată puterea, pentru că lucrul acesta ar fi extrem de greu de realizat. Ceea ce ar fi de dorit, ar fi mai degrabă să existe mai multe guverne care să conducă în conformitate cu normele Coranului și care să fie unite de comunitatea de religie.
Din secolul al XIX-lea și până în perioada nasserită, naționalismul arab a luptat pentru independența popoarelor de origine arabă aflate sub dominația colonială și astfel acest fenomen a ajuns în atenția cercetătorilor occidentali.
Naționalismul arab a fost definit ca un curent de eliberare națională, de susținere - prin intermediul elitelor emergente, în special cele militare - a independenței și ulterior a suveranității complete a statelor arabe. Esența sa a fost antieuropeană și antioccidentală, fapt ce a detrminat ulterior o influență crescândă a Uniunii Sovietice asupra bazelor sale ideologice și intelectuale.
În anii ’50 naționalismul arab era în vogă și Partidul Ba‘th a câștigat foarte mulți adepți, în special în Siria și Irak. Partidul era conceput ca instrument prin care lumea arabă putea să fie în cele din urmă unită, iar publicațiile și declarațiile sale se refereau la diferitele state arabe în care erau localizate aceste filiale, în termeni de „regiuni ale națiunii arabe”.

Principalul mesaj al ba‘thismului, așa cum apare în scrierile lui ‘Aflaq, este susținerea unității de bază a „națiunii arabe”, de la Atlantic până la Golf. Arabii au fost un popor care au fost divizați de imperialism și sionism; renașterea lor (ba‘th) poate veni numai atunci când se unesc împotriva dușmanilor care îi înconjoară.
Naționalismul arab a suscitat admirație, a fost demonizat, a fost criticat, a fost considerat adesea o formă de „ipocrizie” sau propagandă a liderilor arabi (în special în cea ce privește promovarea panarabismului), a cunoscut momentele sale de glorie (crearea Ligii Arabe în 1945), dar și de eșec total (înfrângerea  Egiptului în Războiul de Șase Zile din 1967 cu Israel și declinul puterii și influenței președintelui Abdul Gamal Naser, primul Război din Golf). Această ideologie a jucat un rol importnat în formarea statelor arabe moderne și continuă să reprezinte o platformă politică relevantă pentru evaluarea schimburilor actuale în lumea musulmană. În perioada de glorie a panarabismului, naționalismul a contribuit atât la forjarea identităților culturale în Orientul Mijlociu, cât și la dezvoltarea statală și modernizarea societăților arabe, dar, ulterior forța ideatică a arabismului s-a fragmentat la nivelul naționalismelor teritoriale și a devenit un factor de stagnare politică, autoritarism și sectarism, ca și un mod de legitimare pentru jocurile de putere în Orientul Mijlociu.
Panarabismul se sprijină pe o încărcare afectivă foarte puternică. Panarabismele sunt cele care se vor substitui ca alternativă, când în prelungirea panarabismului, când rupând-o cu el.
Atitudinea ideologilor naționalismului arab este limpede în cea ce privește religia (este vorba în primul rând despre islam): nu este un factor care trebuie exclus din structura identitară pe care o proiectează, însă nici nu este fundamental. Fundamental este, în schimb, factorul lingvistic.
Naționalismul teritorial este tipul de naționalism care face legătura dintre ideologia unui teritoriu și un spațiu bine determinat geografic. De obicei apare ca un răspuns la naționalismul arab.
Iqbal a incriminat naționalismul teritorial corelat cu rasismul și regionalismul, considerându-l cauza dușmăniei între oameni și a războaielor.
Sfârșitul secolului al XIX-lea și începutul secolului al XX-lea este perioada în care Occidentul influențează Orientul, luând naștere conștiința națională în interiorul lumii musulmane și reapariția interesului pentru limba arabă și modernitate.
Secolele XVIII-XIX au marcat apariția modernității în lumea musulmană, evenimentele majore care au marcat acest eveniment a fost cucerirea Egiptului de către Napoleon, a Indiei de către Marea Britanie, înfrângerea Iranului în războiul cu Rusia și neînțelegerile Imperiului Otoman cu puterile europene.
Relația Orientului cu Occidentul a suferit modificări de-a lungul timpului, datorită faptului, că speranțele arabilor pentru eliberarea de sub jugul otoman se putea realiza doar cu ajutorul Franței, Marii Britanii și Rusiei care s-au dovedit a fi un nou jug, după ce mulți dintre arabi studiase în Occident și credeau în ideile naționale și de eliberare.
Naționalismul egiptean se dorește a fi o alternativă a naționalismului arab și a naționalismului islamic.  

### Scurt istoric al Egiptului până la obținerea independenței
Egiptul este una dintre cele mai mari țări ale lumii arabe, bucurându-se de o lungă istorie și de o cultură care și-a pus amprenta în istoria universală.
Egiptul a fost cucerit de arabi în anul 637, unde a fost implementată limba arabă și în mare parte și religia islamică.
În timpul Imperiului Abbasid, în secolul al IX-lea, Egiptul a dispus de autonomie și chiar de independență sub alte dinastii - când în timpul Fatimizilor, în anul 969, a fost fondat orașul Cairo. Mai târziu puterea a fost preluată de mameluci, aceștia guvernând în Egipt, Siria, Liban și Palestina.
De asemenea, Egipt a fost parte a Imperiului Otoman, Cairo fiind ocupat în 1517, dispunând de autonomie sub guvernatori străini.
Campania lui Napoleon din Egipt, în anul 1798 a fost considerată un început al modernizării, deoarece acesta a încercat să cucerească țara și cu ajutorul științei, punând bazele școlilor franceze, a Academiei ș.a.

În 1854 a început construcția Canalului de Suez, care îngroapă Egiptul în datorii și duce la transformarea acestuia într-un protectorat britanic, recunoscut după primul Război Mondial.
O primă reacție față de prezența britanică apăsătoare și împotriva khedivului, suveranul aliat al britanicilor, este revolta condusă de Urabi Pașa, un colonel de origine modestă, dar care reușește să atragă de partea sa o mare parte a populației din Egipt. Revolta este înăbușită, însă constituie un semnal că mișcarea națională egipteană începe să-și manifeste puternic existența în cursul acestei perioade. Lozinca „Egiptul pentru egipteni”, care circula în epocă, atrage atenția asupra „naționalismului teritorial”, care s-a manifestat în Egipt cu mult înaintea naționalismului arab.
Eça de Quierós expune reformele lui Urabi în Egipt: abolirea autorității absolute a khedivului; un Egipt guvernat de o adunare aleasă pe cale democratică; abolirea privilegiilor străinilor (înainte aceștia nu plăteau impozite, erau judecați de tribunale speciale și aveau dreptul exclusiv de a ocupa unele funcții publice).

Egiptenii îi consideră pe europeni ca fiind o nouă plagă:
O nouă invazie de lăcuste, venind nu din cer, unde răsună mânia lui Iehova, ci din pacheboturile Mediteranei, cu o cutie de pălării în mână, pentru a se răspândi pe valea Nilului și a-i devora bogățiile.
La 18 decembrie 1914, guvernul britanic, datorită actului unilateral, a abolit suzeranitatea turcă și Egiptul a trecut sub protectorat britanic, exercitat încă din 1882.
Egiptul servise drept bază de plecare pentru ofensiva generalului Allenby împotriva Palestinei în 1917-1918, dar nu participase direct la operațiunile militare.
Zaad Zaghlul Pașa, a cerut la 13 noiembrie 1918 înaltului comisar englez Reginald Wingate independența totală a Egiptului. Refuzul a dus la formarea Partidului Delegației (Wafd) care a condus o mișcare națională. Acesta a fost deportat în martie 1919 în Malta. Lordul Miller i-a revenit sarcina de a face o anchetă în urma căreia s-a ajuns la concluzia că protectoratul trebuia înlocuit cu un sistem de autoguvernare.
 Negocierile tratatului anglo-egiptean cu reprezentanții Wafd au început în 1920 și s-au încheiat fară niciun rezultat în 1921. Însă, la 28 februarie 1922, guvernul englez a declarat sfârșitul protectoratului britanic în Egipt, cu anumite condiții.
La 15 martie sultanul Faud I s-a proclamat rege al Egiptului, însă tratatul anglo-egiptean a fost semnat abia în 1936.

### Independența Egiptului
În urma declarației din 28 februarie 1922, Anglia păstra: securitatea comunicațiilor Imperiului Britanic în Egipt; apărarea Egiptului împotriva oricărei agresiuni sau ingerințe străine; protejarea intereselor străine în Egipt și a minorităților; Sudanul și statutul său de condominium.

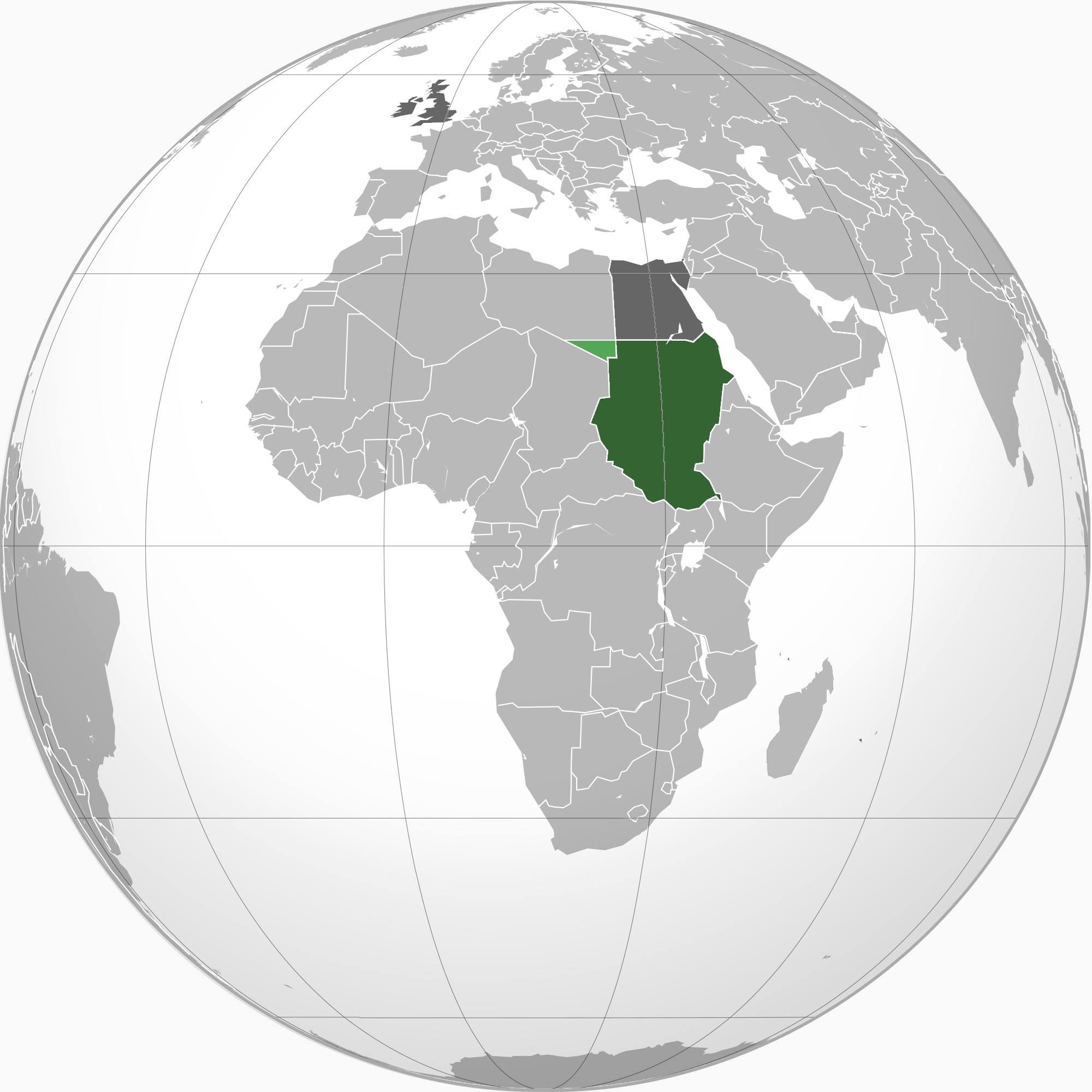
Sudanul anglo-egiptean

Primele alegeri în Egipt au loc în anul 1924.
În 1932 Sidky Pașa și John Simon au încercat să ajungă la un nou acord anglo-egiptean care s-a dovedit a fi un eșec.
În decembrie 1935, a apărut Frontul Unic sau Frontul Național, care era format din totalitatea partidelor egiptene, care au adresat o petiție britanicilor, în care se cerea reluarea negocierilor. În 1936, la Cairo, Nahas Pașa și Miles Lampson încep negocierile, iar pe 26 august ajung la un nou acord. La Londra a fost semnat noul tratat de alianță, care avea clauze militare, politice și articole privind Sudanul.
În privința Sudanului a fost repus în vigoare acordul din 1899, care a fost suspendat în 1924.
Tratatul confirma independența Egiptului și anunța sfârșitul ocupației britanice, la Londra, Egiptul urmând să trimită un ambasador, iar Anglia trimitea un înalt comisar și un ambasador.
Pe plan militar, Egiptul permitea Angliei să mobilizeze trupe de aproximativ 10000 de persoane în vecinătatea Canalului de Suez.
În mai 1937 Egiptul adera la Societatea Națiunilor.
Nahas Pașa, în beneficiul naționalismului egiptean, a cerut în permanență britanicilor admiterea Egiptului printre semnatarii tratatelor de pace, revizuirea tratatului din 1936, astfel încât Canalul de Suez să fie eliberat de către britanici și Sudanul anglo-egiptean să fie încorporat Egiptului.
Pentru prima oară, arabii realizează o formulă de unitate națională în cadrul Ligii Arabe, care este înființată la Cairo în 1945. Membrii „Protocolului de la Alexandria”, din 1944 au fost: Arabia Saudită, Egiptul, Irak, Iordania, Liban, Siria și Yemenul, la care a aderat mai târziu: Libia, Algeria, Bahrein, Sudan, Maroc, Tunisia, Kuweit, Qatar, Emiratele Arabe Unite, Oman, Mauritania, Somalia, Djibuti, Comores, Palestina. 
Pe 27 ianuarie 1947, Nokrashi Pașa, a anunțat înghețarea negocierilor cu  Londra și trimite această problemă către Consiliul de Securitate, cerând: evacuarea trupelor britanice completă, imediată și necondiționată; guvernarea Sudanului să fie încredințată Egiptului și trupele britanice să evacueze această regiune. Însă după dezbateri nu s-a ajuns la un consens.
În ianuarie 1950 au avut loc alegeri generale în Egipt, caștigate de Partidul Wafd, care a fost un promotor al identității naționale egiptene.
În iulie 1952 regele Faruk este obligat să abdice și să părăsească țara.
În lucrarea Filosofia revoluției, Gamal Abdel Naser recunoaște că se așteptase la un sprijin mai mare din partea întregii națiuni pentru mișcarea pe care o inițiase.

### Naser și naserismul

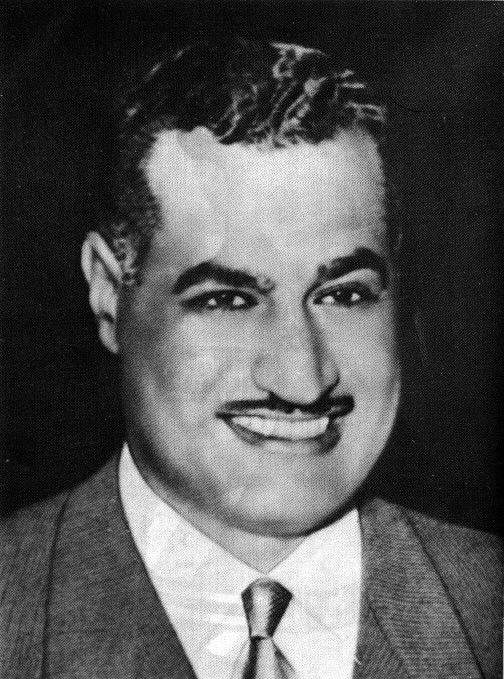
Gamal Abdel Nasser

Naser a jucat un rol foarte important în istoria naționalismului arab. Acesta pune bazele unei politici arabe, a unui panarabism care a primit numele de „naserism”. 

„Vocea arabilor” este principalul mod de propagare a ideilor lui Naser. La aceasta se adaugă și calitățile de orator ale liderului politic egiptean:
Un vorbitor uluitor, care își hipnotiza ascultătorii și-i ținea cu atenția concentratăpe toată durata discursurilor lui, de obicei lungi, Naser avea un talent special pentru manipularea creatoare a limbii arabe, un instrument lingvistic ideal pentru trezirea emoției și producerea reacției dorite în auditoriul său. Stăpânea foarte bine limba arabă clasică și nu se temea să o împăneze cu dialectul egiptean, ca să graveze în conștiința ascultătorilor săi o imagine „populară” a sa, cea a unui om obișnuit.
Naser a fost unul dintre membrii mișcării de nealiniere, alături de India și Iugoslavia, aceasta propulsându-l în lumea arabă, alături de constituirea Pactului de la Bagdad, naționalizarea Canalui de Suez (1956) - în cinstea evenimentului i-a cerut lui Verdi să compună opera Aida, premiera operei a avut loc abia în 1871, în Egipt - și constituirea Republicii Arabe Unite (1958).

Naționalizarea Canalui de Suez s-a realizat brusc, îngrijorându-i pe cei care utilizau canalul. De teama faptului ca Naser câștiga din ce în ce mai mult teren în țările arabe, Franța, Marea Britanie și Israel au încheiat un acord care avea ca scop principal înlăturarea de la putere a acestuia. În octombrie Israelul a invadat Egiptul îndreptându-se către Canal, iar Franța și Marea Britanie au înaintat un ultimatum Egiptului și Israelului de retragere din zona Canalului, acesta fiind refuzat. Însă datorită intereselor foarte mari în această zona a URSS și a SUA care au exercitat presiune asupra britanicilor și francezilor, aceștia împreuna cu israelieni s-au retras din zonă. 

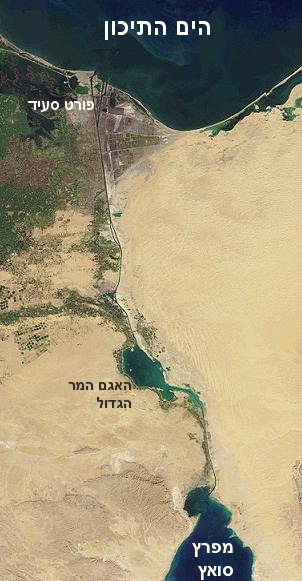
Canalul de Suez

La finalul anului 1956 „naționalismul arab devenise ideologia dominantă”, iar Naser era recunoscut drept liderul său și depozitarul conștiinței naționale. 

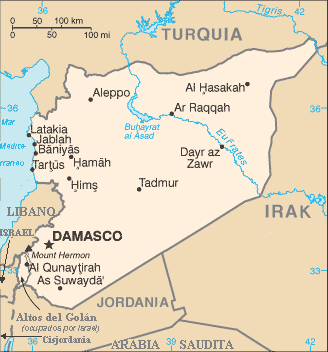
Harta Siriei

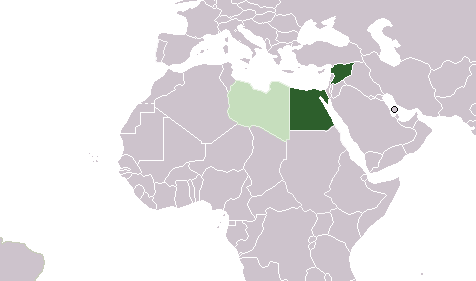
Egipt și Siria.

În ochii țărilor vecine Naser a fost un învingător în lupta cu marile puteri. Astfel că la 1 februarie 1958, Siria și Egiptul s-au unit punând bazele Republicii Arabe Unite. Dar în 1961, din cauza priorităților diferite pe care le aveau Cairo și Damasc, în Siria a avut loc o lovitură de stat care a dus la sfârșitul Republicii Arabe Unite. 
În 1967, Naser a cerut Națiunilor Unite retragerea trupelor de la frontiera cu Israel, urmând ca mai apoi sa blocheze accesul navelor israeliene în Strâmtoarea ‘Aqaba. Iordania și Siria au încheiat acorduri militare cu Egipt. Israel a atacat Egiptul pe 5 iunie distrugându-i flota aeriană, la finalul războiului Israel a câștigat Sinaiul până la Canalul de Suez, Ierusalimul, zona palestiniană a Iordaniei și Înălțimile Golan. 
Înfrâgerea Egiptului în Războiul de Șase Zile schimbă harta zonei, economia țărilor implicate este afectată, dar cel mai mult are de suferit psihicul, palestinienii conștientizează importanța unei identități palestiniene și faptul că trebuie să se bazeze cât mai mult pe forțele proprii. De asemenea, imaginea pe scena internațională a lui Naser s-a văzut afectată în urma înfrângerii, la fel ca și relațiile pe care le avea cu Statele Unite și Marea Britanie. 
Naser se stinge din viață la trei ani după Războiul de Șase Zile. Oamenii au fost afectați de pierderea suferită, la înmormântare luatând parte milioane de oameni.  

Marele lider egiptean a fost urmat de către Anwar Sadat (1918-1981) care a promovat atât politica naționalismului egiptean, cât și unitatea arabă.
Rădăcina panarabismului naserist este mai curând politică în sens clasic decât animată de lupta de clasă sau de idealurile naționalismului de tip german. Teama frecventă a naserismului este legată de faptul că disensiunile interarabe și lipsa unei unități politice au condus la înfrângerea națiunilor arabe în întreaga lor istorie, de la cruciade la revoluția egipteană din 1919 și până la ultimul război arabo-israelian.

### Naționalismul și reprezentanții acestuia în Egipt
Prima atestare a sintagmei națiunea egipteană este legată de expediția militară a lui Napoleon în Egipt, într-un discurs pe care Napoleon îl susține în fața egiptenilor.
Viitorul patriei egiptene trebuie să fie prima preocupare pentru toți fiii națiunii, indiferent de religie. Unii observatori ai fenomenului naționalist egiptean au văzut în această atitudine o încercare de a integra creștinismul copt în mișcarea națională sau, de-a dreptul, apariția fenomenului de naționalism teritorial în spațiul arabo-islamic. În discursul lui At-Tahawi, în descrierea patriei egiptene accentul nu cade nici pe islam, nici pe arabitate, ambele elemente neavând menirea de a individualiza Egiptul în peisajul arabo-islamic, ci de a-l integra unuor ansambluri identitare mult mai vaste în care particularitățile se estompează.
Naționalismul egiptean se distinge de celelalte naționalisme datorită legăturii pe care noii și vechii egipteni; limba arabă este un simplu element de legătură între egipteni și restul arabilor; egiptenii sunt diferiți de frații lor musulmani și de asemenea, Egiptul a avut o mare capacitate de integrare a valurilor migratoare și a culturilor pe care acestea le aveau.
Naționalismul ca proiect politic și social a presupus, în Egipt, dar și în alte state arabe, nu numai eliberarea de colonianism și de dominația occidentală, ci și de transferul loialității individului de la familie,islam popular, relații tribale sau comunități sătești către stat, administrație centrală, națiune ca tot unitar și cetățenie seculară.

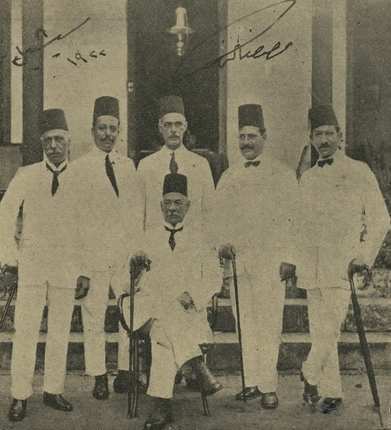
Membrii Partidului Wafd

Partidul Wafd a jucat un rol important pentru naționalismul egiptean. Acesta s-a ocupat de demersurile înființării Ligii Arabe. La început partidul neagă orice legătură dintre naționalismul egiptean și cel arab, însă își schimbă atitudinea  datorită lipsei de interes arătat de celelalte formațiuni politice, astfel câștigând teren pe plan intern.

Eberhard Kienle afirmă:
Noțiunea de națiune egipteană, care domina discursul monarhiei, al Partidului Wafd și al altor actori politici din epoca liberală, n-a fost oare abandonată la câțiva ani după revoluția din 1952, în favoarea celei de națiune arabă?
În 1937, Mustafa al-Nahhas răspunde irakienilor care doreau o colaborare cu acesti în urmatorul mod: „suntem prea ocupați cu alte lucruri pentru a intra în complicații generale; preferăm mai întâi, să consolidăm poziția Egiptului, înainte de a examina rolul nostru în regiune”.
Pan-arabismul nasserist, în opinia Mihaelei Matei, are la bază „disensiunile interarabe și lipsa unei unități politice au condus la înfrângerea națiunilor arbe în întreaga lor istorie, de la cruciade la revoluția egipteană din 1919 și până la războiul arabo-israelian”. De asemenea poate fi considerat un naționalism egiptean feroce.
Din discursurile lui Mustafa Kamil putem observa că religia nu este un obstacol în calea implementării naționalismului egiptean.
Salama Musa consideră că moștenirea faraonică este mai benefică pentru egipteanul modern în formarea unei conștiințe naționale moderne decât moștenirea arabă.
Salama Musa și Taha Husayn plasează Egiptul ca fiind parte a civilizației europene, datorită moștenirii culturii greco-latine și a apartenenței la cadrul geografic mediteranean - care a influențat în mod direct identitatea egipteană.
Marii analiști consideră că perioada de declin a naționalismul arab coincide de cu pierderea influenței lui Naser pe scena politică arabă - desființarea Republicii Arabe Unite și terminând cu înfrângerea suferită în Războiul de Șase Zile.
‘Aflaq, care era creștin a susținut ideea că islamul era „momentul suprem” al arabismului, în care creștinii și musulmanii ar putea participa împreună. „Creștinii arabi” scria el în 1943 „vor recunoaște că islamul este [o parte din] cultura lor națională... ei vor apreecia islamul... drept cel mai prețios moment al arabismului lor”.

Qaradawi consideră că, atât naționalismul și marxismul, cât și secularismul și liberalismul sunt ideologii și filosofii importate din tradiția occidentală care nu corespund realităților sociale ale lumii musulmane, unde numai o Sharia reinterpretată, adaptată poate oferi soluția pentru asigurarea justiției, echilibrului și bunăstării.
Naționalismul arab a prosperat atâta timp cât sloganele antiimperialiste erau de actualitate - de fapt, declinul său a început atunci când ultimul stat arab condus de o putere colonială a devenit independent.